# Уикимапия
Уикимапия (или Wikimapia) е карта с отворено съдържание, съвместен проект на доброволци от целия свят, който комбинира Google Maps с уики-информационните технологии. Основан от Александър Корякин и Евгений Савелиев на 24 май 2006 година.[източник? (Поискан преди -1 дни)] Целта на Уикимапия е да създаде и поддържа цялостна, многоезикова, актуална карта с подробна информация за всяко място на Земята.

## Принципи и цели
Цел на проекта е да се събере и подреди най-пълна информация за всички географски обекти на Земята и да се предостави свободен достъп към нея. Запълването на сайта с информация се извършва по метода на краудсорсинга, т.е. всички сведения на Уикимапия се добавят от самите ползватели на сайта (както регистрирани, така и не) по тяхна собствена инициатива. Името Уикимапия е избрано понеже създаването на този геоинформационен проект е било вдъхновено от успеха на Уикипедия, и Уикимапия също така използва принципа на свободно редактиране уики; обаче Фонда Уикимедия няма отношение към възникването на проекта. Уикимапия не е фонд, финансиран с пожертвувания, а съществува като търговска компания и получава доход от реклама.

## Лиценз на съдържанието
През декември 2009 г. Уикимапия пуска приложно-програмен интерфейс (API) и прави съдържанието си достъпно в няколко формата за некомерсиална употреба. През декември 2010 г. данните са обявени като достъпни под некомерсиален лиценз Криейтив Комънс.

## Приходи
Приходите на сайта са от Google AdSense и реклами в Уикимапия.

## Оперативна съвместимост
Функциите на Уикимапия са достъпни чрез:
- Гугъл Земя, използвайки динамичното размножаване на Гугъл Земя в KML файл.
- Вграждане във всяка HTML страница.
- Повечето мобилни телефони с поддръжка на Java, използващи софтуер на трети страни, като Mobile GMaps.
- Приложение за iOS (iPhone/iPad).[3]
- Приложение за Android.[4]